# Waggon Union/AEG ST12
Waggon Union/AEG ST12 – typ jednokierunkowego, przegubowego, ośmioosiowego tramwaju silnikowego, eksploatowanego przez sieć tramwajową w Darmstadt. Oznaczenie wagonów pochodzi od słów Straßenbahn-Triebwagen der 12. Serie (pol. Tramwaj Silnikowy 12. Serii). Łącznie przedsiębiorstwo HEAG dysponuje 10 wagonami tego typu, noszą one numery taborowe 9115–9124. Tramwaje są wyposażone w system sterowania typu Gematic-C. Wysokopodłogowe wagony typu ST12 posiadają wiele rozwiązań technicznych zastosowanych w tramwajach poprzedniej serii: ST10 i ST11, jednak w przeciwieństwie do nich, pudło ST12 opiera się nie na trzech, lecz na czterech wózkach. Tramwaje ST12 są obecnie ostatnimi wysokopodłogowymi wagonami eksploatowanymi w Darmstadt. Oryginalne kasety z trasą linii zostały zastąpione przez wyświetlacze LED.
Typ ST12 pod względem technicznym, podobnie jak jego poprzednicy, bazuje na wyprodukowanych w 1975 r. wagonach Waggon Union/BBC GT8-EP przedsiębiorstwa Albtal-Verkehrs-Gesellschaft z Karlsruhe, które posiadały wyposażenie elektryczne firmy BBC.

## Konstrukcja i wyposażenie
Tramwaj ST12 ma długość ponad 27 metrów i składa się z trzech członów, przy czym pod pierwszym i ostatnim członem zamontowano dwuosiowe wózki napędowe, natomiast pod pierwszym i drugim przegubem zainstalowano dwuosiowe wózki toczne. Łączna moc silników wynosi 4 x 98,5 kW, silniki schładzane są powietrzem. Wejście do środka prowadzi przez pięć par dwuskrzydłowych drzwi harmonijkowych. Każdy z wagonów posiada 64 siedzące miejsca i 178 miejsc stojących, łącznie jednorazowo przewieźć można 242 osoby. Poręcze wewnątrz tramwajów zostały pomalowane na kolor szary.

## Eksploatacja
Tramwaje typu ST12 eksploatowane były na wszystkich liniach oprócz linii nr 3.
Od 1994 r. niskopodłogowe doczepy typu SB9 kursowały w składach z tramwajami ST12. Obecnie kursują pojedynczo lub w składach z doczepami.

## Nazwy
Kilka wagonów ST12 nazwano na cześć miast partnerskich Darmstadt:
- 9115 Bursa
- 9116 Graz
- 9117 Trondheim
- 9118 Płock
- 9119 Saanen
- 9120 Segedyn
- 9121 Freiberg
- 9122 Brescia
- 9123 Gyönk